# منتزعة الكبريت محبة الحمض الأميني
منتزعة الكبريت محبة الحمض الأميني (الاسم العلمي: Desulfovibrio aminophilus) هي نوع من البكتيريا، سلبية الغرام، تتبع جنس منتزعة الكبريت.